# No Sense
No Sense è il secondo album in studio del gruppo musicale italiano Microphones Killarz, pubblicato nel 2007 dalla The Saifam Group e dalla Self.

## Tracce
1. Intro
2. No Sense
3. A fondo (feat. Hyst)
4. Colpa sua
5. Corde in stasi (feat. ElDoMino)
6. Numba Pt. 1 (feat. DJ Kamo)
7. Senza di te (feat. Looka & DJ Frak)
8. Va bene così
9. Ti amo (feat. DJ Kamo)
10. Spring Beer
11. La stanza dei bottoni
12. Non sono matto (feat. Set & Mano)
13. Numba Pt. 2 (feat. DJ Frak)
14. Lontani
15. Every Morinin'
16. Alza il volume (feat. ill3More & 'Mbertino)
17. I vecchi (feat. Kiave & Ghemon Scienz)
18. Fammi ridere
19. Braciole & borghetti (feat. Original T'Roonz)